# Klooster Onze-Lieve-Vrouw van Vrede

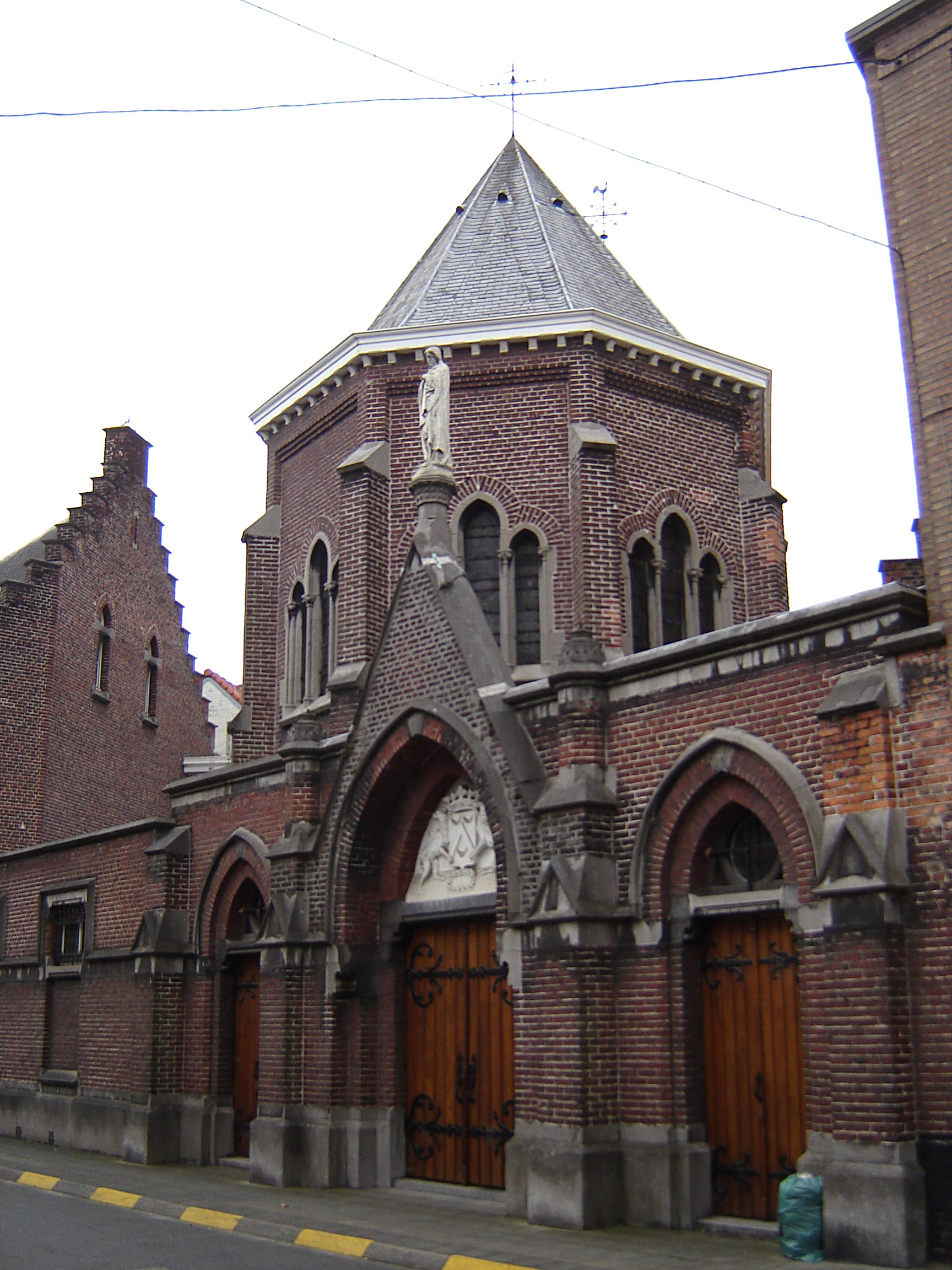
Klooster Onze-Lieve-Vrouw van de Vrede

Het Klooster Onze-Lieve-Vrouw van Vrede is een kloostercomplex in de West-Vlaamse stad Menen, gelegen aan de Benediktinessenstraat 9.

## Geschiedenis
In de toenmalige Moorseelsestraat (tegenwoordig: Benediktinessenstraat) stond zeker al vanaf de 16e eeuw een kapel die gewijd was aan Onze-Lieve-Vrouw. Deze kapel raakte in verval bij de aanleg van de Vestingwerken van Menen, omdat ze te lijden had van de druk die de vestingmuren uitoefenden. Daarom werd de kapel in 1688 herbouwd, en wel in de toenmalige Bruggestraat. Ene Jeanne Beghein wenste naast de kapel een klooster te bouwen en hier dominicanessen in te vestigen. Deze waren echter niet voorhanden, waarop zij een beroep deed op de benedictinessen. Dezen vestigden zich in 1690 met vier zusters in Menen. Zij waren afkomstig van het Sint-Jozefklooster te Poperinge. Ze vestigden zich naast de kapel maar kregen een meningsverschil met Jeanne Beghein, waarop ze zich in 1693 in een huis in de Moorseelsestraat vestigden. In 1699 kregen ze toestemming om daar een klooster op te richten. Ze kochten het huis en breidden hun bezittingen uit. Er kwam een school, een pensionaat en een psychiatrische instelling. Ook werd een tuin aangelegd. Oorspronkelijk heette het klooster: Onze-Lieve-Vrouw ter Engelen, maar er was ook een nabijgelegen dominicanessenklooster van dezelfde naam, waarop in 1724 de naam werd gewijzigd in: Onze-Lieve-Vrouw van Vrede.
In 1792 kwamen de Fransen en het klooster moest worden opgeheven. De zusters vluchtten naar Oudenaarde en de gebouwen werden gebruikt als kruitmagazijn en verbeteringsgesticht. In 1794 keerden de zusters terug. Ze mochten blijven aangezien ze zorg verleenden (onderwijs, psychiatrische hulp). In 1797 mochten ze werken, maar zonder kloosterhabijt, terwijl de gebouwen aan de (seculiere) Commission des Hospices Civils kwamen. In 1802 mochten de zusters zich weer in habijt kleden, maar hun onderwijstaak was vervallen. Zij specialiseerden zich in psychiatrische zorg, waaruit uiteindelijk het Psychiatrisch Centrum Menen zou voortkomen.
De belangrijkste bouwactiviteiten speelden zich af van 1876-1879, toen het kloostercomplex de huidige vorm kreeg. Oude gebouwen werden afgebroken en een nieuw klooster met kapel werd gebouwd.
Tijdens de Eerste Wereldoorlog werd Menen op 23 juni 1917 geëvacueerd. Ook de zusters moesten vertrekken en het klooster werd door de Duitsers in beslag genomen, leeggeplunderd en ontwijd. In 1919 keerden de zusters terug. Na de Tweede Wereldoorlog werden de meeste gebouwen gesloopt en vervangen door nieuwbouw, maar de kenmerkende gebouwen aan de straatzijde bleven behouden.

## Gebouw
Parallel aan de straat ligt het kloostergebouw van 1876-1879, ontworpen door Leopold De Geyne. Het bakstenen gebouw heeft trapgevels. Het toegangsportaal wordt bekroond door een Benedictusbeeld. Links daarvan is nog een gevel van de 18e-eeuwse kapel, maar deze gevel verbergt een vleugel van 1958. Rechts bevindt zich het hoofdportaal, bekroond door een Mariabeeld.
Door het portaal betreedt men de kapel, een eenbeukige kerkruimte die vooral neogotisch geïnspireerd is.
Achter het klooster is nog een lange parallelle vleugel, waarin zich vroeger de kloostercellen, de refter en de keuken bevonden. Deze werd in het begin van de 19e eeuw, waarschijnlijk vóór 1838, opgetrokken en heeft mogelijk nog een 18e-eeuwse kern. Boven de deur is het wapenschild van familie de Spear, medestichters van het klooster. Anna de Spear was de eerste priorin. In 1843 werd een veranda aangebouwd met een gietijzeren constructie.
Ten oosten hiervan vindt men nog een wegkapel in neobarokke stijl, met een klokgevel en overwelfd door een tongewelf.